# 야구 전당 박물관

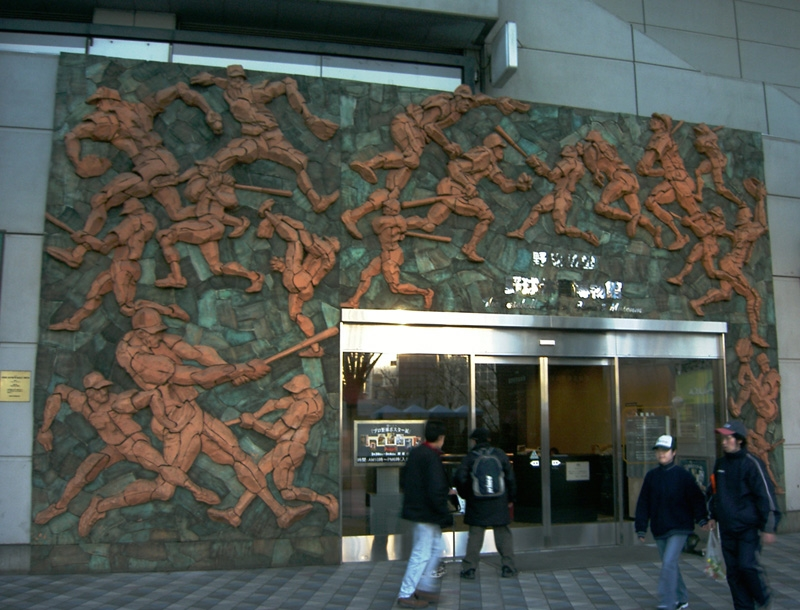
야구 전당 박물관 입구

야구 전당 박물관(일본어: 野球殿堂博物館 야큐덴도하쿠부쓰칸[*])은 일본 도쿄도 분쿄구에 있는 박물관이다. 1959년 고라쿠엔 구장 옆에 개관하여 1988년에 완공된 도쿄 돔으로 이전했다. 일본 야구에 관한 것이 있으며, 야구의 전당, 자료 전시실, 도서관 등이 있다. 야구의 전당에는 일본 프로 야구의 리그인 센트럴 리그와 퍼시픽 리그 12개 팀의 전시관이 있으며, 일본 프로 야구사의 주요 인물들의 흉상과 기념품 등이 전시되어 있다.
법인명은 공익재단법인 야구 전당 박물관(公益財団法人野球殿堂博物館)이다.